# MR Большой Медведицы
MR Большой Медведицы (лат. MR Ursae Majoris) — карликовая новая, двойная катаклизмическая переменная звезда типа SU Большой Медведицы (UGSU) в созвездии Большой Медведицы на расстоянии приблизительно 1112 световых лет (около 341 парсека) от Солнца. Видимая звёздная величина звезды — от +17m до +12,95m.

## Характеристики
Первый компонент — аккрецирующий белый карлик спектрального класса pec(e).